# Хадријанова библиотека
Хадријанова библиотека је била монументална грађевина коју је створио римски цар Хадријан 132. на северној страни Акропоља.  
Главни улаз у библиотеку био је део Хадријанове стое са стубовима од мермера и пентелским капителима.
Зграда је следила архитектонски стил римског форума, са само једним улазом са пропилејем коринтског реда, високим околним зидом са избоченим нишама на дугим странама, унутрашњим двориштем окруженим стубовима и декоративним дугуљастим базеном у средини.  Библиотека се налазила на источној страни где су се чувале ролне папирусних "књига". Суседне сале су коришћене као читаонице, а углови су служили као сале за предавања.
Библиотека је озбиљно оштећена у инвазији Херулија 267., а поправио ју је Херкулије 407–412. 
Библиотека је касније уграђена у римске градске зидине.
У византијско доба на том месту су подигнуте три цркве, чији су остаци сачувани:
- тетраконх (5. век)
- тробродна базилика (7. век), и
- једноставна катедрала (12. век), која је била прва катедрала у граду.[7]

Отприлике у истом периоду као и катедрала, подигнута је још једна црква, уз северну фасаду, али није сачувана. На локалитету је изложена колосална статуа богиње Нике/Викторије, ископана у Библиотеци 1988. 

## Галерија
- Хадријанова библиотека – модел у Колосеуму
- Поглед са југа: тетраконх у дворишту
- Камени натпис у библиотеци у част Хадријана
- Рељефни фрагмент Горгонеа . Музеј у Хадријановој библиотеци. 2. век
- Задњи део фасаде